# Migolica
Migolica – wieś w Słowenii, w gminie Mirna. W 2018 roku liczyła 71 mieszkańców.